# پدا گوگ
الگو:آنچه یک پداگوگ باید بداند                         
رهیافتی جهت سینرژیک نمودن تئاتر پداگوژیک 
آنچه یک پداگوگ باید بداند، کتابی است که توسط نویسنده و پژوهشگر میان رشته ای ایرانی ،راضیه یزدانی وفا نوشته شده است.
اهمیت این کتاب به دلیل توجهی است که به صورت بومی سازی شده و با در نظر گرفتن بسترهای فرهنگی متفاوت منطقه ای، به ایجاد و گسترش  متد آموزشی تئاتر پداگوژیک در ایران ، کشورهای فارسی‌زبان  و سایر کشورهای جهان  می کند و نیز چاره اندیشی برای شناسایی و رفع نقاط کور این پویش میان رشته ای، برای نیفتادن در دام بازتولید معضلاتی که از آن می‌گریزیم ، می باشد.
در آگهی این کتاب می‌خوانیم؛
" هنگامی که وظیفه ی آموزش و پرورش، به خواندن، نوشتن ومحاسبه کردن فروکاست یافت؛ خواندن جهان، فهم آن و بهبود بودن انسانی دانش‌آموزان؛ این شهروندان جهان کوچک آموزش و پرورش، از یادها رفت، در این میان، روش آموزشی_ تئاتر پداگوژیک _ که به سان سازمانی مربی گرا , به سامان دهی ذهن و رفتار متربیان برای رسیدن به یگانگی وجودی و بروز خلاقیت برای خوانش، فهم و بهبود جهان می اندیشید، تولد یافت و آموزگاری را که از آن روش آموزشی بهره می برد_ پداگوگ_ نام نهاد".
" به من نگو، به من نشان بده" ! شاید خلاصه ترین جمله برای چیستی تئاتر پداگوژیک ،همین باشد ، اما با بررسی شرایط  یادگیرنده و نیز شرایط شکل‌گیری تئاتر پداگوژیک به یک  ناسازه می‌رسیم ، تئاتر پداگوژیک اگر شخصی‌سازی نشود و به تفاوتهای فردی یادگیرندگان توجه کافی نشان ندهد ، به ضد خودش تبدیل می‌شود ، یعنی در اثنای تربیت شهروندان شهر دموکراتیک ، یکسان‌سازی دانش شهروندی منجر به سلب آزادی از یادگیرندگان خواهد شد.
و از طرفی با توجه به سرعت بالای تغییرات زندگی و سبک زندگی رو به رشد، در شرایط آشوب و در دموکراسی آینده ، یادگیری یک ضرورت همیشگی خواهد بود، در حالی که کالایی شدن آموزش خود نوعی بردگی ذهنی و فرسودگی جسمی و هدر رفت انرژی مادی و معنوی را برای یادگیرندگان ، در پی خواهد داشت.
عنصر اساسی که باید آموخته شود چیست؟! و یادگیری مادام‌العمر بدون خطرات مذکور چه می‌تواند باشد ؟!
مدل آموزشی ریو رهیافتی برای سینرژیک نمودن این نوع متد آموزشی بوده که شخصی‌سازی یادگیری و درنتیجه آزادی‌بخش بودن آموزش
و نیز مادام‌العمر بودن آن را تضمین می‌نماید."
زبان اصلی این کتاب فارسی است و در سه جلد منتشر شده است.
شابک جلد یک کتاب: 0_5_99364_622_978
شابک جلد دوم کتاب:7_6_99364_622_978
شابک جلد سوم کتاب:4_7_99364_622_978
شابک دوره ی کتاب:3_4_99364_622_978